# Смок (Пенсилванија)
Смок (енгл. Smock) насељено је место без административног статуса у америчкој савезној држави Пенсилванија.

## Демографија
По попису из 2010. године број становника је 583.
| Група             | 2000.    | 2010.       |
| Белци             | 0 (0,0%) | 545 (93,5%) |
| Афроамериканци    | 0 (0,0%) | 16 (2,7%)   |
| Азијати           | 0 (0,0%) | 0 (0,0%)    |
| Хиспаноамериканци | 0 (0,0%) | 1 (0,2%)    |
| Укупно            | 0        | 583         |